# Подольское (Галичский район)
Подольское — деревня в Ореховском сельском поселении Галичского района Костромской области России. 

## География
Деревня расположена на берегу реки Лишка или Вёкса.

## История
Согласно Спискам населенных мест Российской империи в 1872 году деревня относилась к 1 стану Галичского уезда Костромской губернии. В ней числилось 13 дворов, проживали 51 мужчина и 84 женщины.
Согласно переписи населения 1897 года в деревне проживало 152 человека (62 мужчины и 90 женщин).
Согласно Списку населенных мест Костромской губернии в 1907 году деревня относилась к Котельской волости Галичского уезда Костромской губернии. По сведениям волостного правления за 1907 год в ней числился 31 крестьянский двор и 195 жителей. Основными занятиями жителей деревни, помимо земледелия, были плотницкий и малярный промыслы, сельскохозяйственные работы.
До муниципальной реформы 2010 года деревня также входила в состав Ореховского сельского поселения.